# نیکولاس جار
نیکولاس جار آهنگساز آمریکایی شیلیایی‌تبار است.

## زندگی
نیکولاس جار ۱۰ ژانویه ۱۹۹۰ در نیویورک زاده شد. در دو سالگی به شیلی رفت و پس از شش سال به نیویورک بازگشت. در دانشگاه براون رودآیلند، ادبیات تطبیقی خوانده. او موسیقی‌اش را بلو ویو(به انگلیسی: blue-wave) می‌نامد.

## آلبوم‌ها

### آلبوم‌های استودیویی
| سال  | مشخصات آلبوم                                                                          | وضعیت در بالای جدول فروش | وضعیت در بالای جدول فروش | وضعیت در بالای جدول فروش | وضعیت در بالای جدول فروش |
| سال  | مشخصات آلبوم                                                                          | آمریکا                   | آمریکا Dance             | آمریکا Heat              | بریتانیا ایندی           |
| ---- | ------------------------------------------------------------------------------------- | ------------------------ | ------------------------ | ------------------------ | ------------------------ |
| ۲۰۱۱ | فضا فقط سروصداست - انتشار ۳۱ ژانویه ۲۰۱۱ - شرکت سیرکوس کمپانی - قالب: لوح فشرده، ال‌پی | –                        | –                        | –                        | –                        |

## موسیقی فیلم
- ۲۰۱۵- فیلم دیپان ساخته ژاک اودیار[۲]